# Пезинокский любительский кинофестиваль
Пезинокский любительский кинофестиваль (словацк. Pezinský amatérsky filmový festival  (PAFF) — международный фестиваль любительского кино, проходящий в западнословацком городе Пезинок во второй половине марта.
Фестиваль главным образом представляет низкобюджетное, независимое и студенческое кино различных жанров, от анимационных фильмов и фильмов с долей юмора до экспериментального кино различного формата, от полнометражных и короткометражных фильмов до фильмов, с продолжительностью не более 5 секунд. В 2015 году прошёл двухдневный 11-й фестиваль, который помимо фильмов по пятницам предлагает концерт, а в субботу — кинолекции.

## История
Пезинокский кинофестиваль появился в 2003 году благодаря стараниям киноэнтузиастов-любителей из пезинокского кинообъединения «Тихий дом». После них организаторами стали гражданское объединение «Кинечко» и гражданское объединение PDF. С 2014 года организаторами фестиваля являются сотрудники «Кинечко».